# Geallieerden (Zevenjarige Oorlog)
De geallieerden waren een aantal landen die als coalitie tijdens de Zevenjarige Oorlog de naam geallieerden gebruikten. De geallieerden waren Engeland, Pruisen en Hannover. Deze stonden toen tegenover de coalitie van Rusland, Oostenrijk, Frankrijk, Saksen en Zweden.